# Гурень, Милослав
Ми́лослав Гу́рень (чеш. Miloslav Gureň; 24 сентября 1976, Угерске-Градиште, Чехословакия) — чешский хоккеист, защитник.

## Биография
Начинал карьеру в клубе «Злин» (1993—1996) в чемпионате Чехии. Участник молодёжного чемпионата мира 1995 года в составе сборной Чехии (7 игр, 0 очков). В 1995 году был задрафтован клубом НХЛ «Монреаль Канадиенс» под 60 номером в третьем раунде. В 1996 году уехал в НХЛ, где не смог закрепиться в «Монреале», проведя за 5 лет (1996—2001) всего 36 матчей (4 очка) в его составе; выступал в АХЛ за фарм-клубы «Монреаля» «Фредериктон Канадиенс» (1996—1999) и «Квебек Ситаделлс» (1999—2001). В 2000 году принимал в составе национальной сборной участие в Шведских хоккейных играх, а в 2001 году — на Кубке Балтики. В сезоне 2001/02 играл на родине за клуб «Оцеларжи» (Тршинец), в сезоне 2002/03 — за российский ЦСКА. В 2003—2008 гг. играл за «Сибирь», в сезоне 2008/09 — за «Оцеларжи Тршинец», в сезоне 2009/10 — за «Литвинов». C 2010 по 2012 годы играл за «Слован Усти-над-Лабем», сезон 2012/13 провёл в итальянской «Понтеббе», 2013/14 — во французском «Руане». В сезоне 2014/15 играл за две команды: первую половину провёл в Италии за «Аппиано», потом перешёл в венгерский «Ференцварош». С 2015 по 2020 год играл в любительской чешской команде «Угерски Брод».

## Достижения
- Бронзовый призёр чемпионата Европы среди юниоров 1994
- Серебряный призёр чемпионата Чехии 1995
- Обладатель Кубка французской лиги 2014

## Статистика
- НХЛ — 36 игр, 4 очка (1 шайба + 3 передачи)
- АХЛ — 354 игры, 192 очка (51+141)
- Чешская экстралига — 250 игр, 60 очков (17+43)
- Чемпионат России — 295 игр, 74 очка (25+49)
- Чемпионат Франции — 30 игр, 18 очков (4+14)
- Чемпионат Италии — 55 игр, 39 очков (8+31)
- Чемпионат Венгрии — 25 игр, 11 очков (4+7)
- Чешская первая лига — 122 игры, 31 очко (5+26)
- Сборная Чехии — 20 игр, 5 очков (1+4)
- Всего за карьеру — 1187 игр, 434 очка (116+318)